# San Giovanni della Malva
San Giovanni della Malva, officiellt San Giovanni della Malva in Trastevere, är en kyrkobyggnad i Rom, helgad åt de heliga Johannes Döparen och aposteln Johannes. Kyrkan är belägen vid Piazza di San Giovanni della Malva i Rione Trastevere och tillhör församlingen Santa Dorotea.
Det finns flera teorier rörande betydelsen av tillnamnet (cognome) ”Malva”. Enligt en uppfattning syftar det på de malvaväxter som förekom vid kyrkan. Enligt en annan teori är ordet en förvrängning av ”mica” eller ”michetta”, ett litet bröd med ett guldkors som brukade delas ut åt de fattiga på aposteln Johannes festdag den 27 december. En tredje teori gör gällande, att ”malva” åsyftar mica aurea, Janiculums gyllene sand.

## Kyrkans historia
Kyrkans första dokumenterade omnämnande återfinns i ett dokument från år 1119. Påve Sixtus IV lät restaurera kyrkan inför Jubelåret 1475. I mitten av 1800-talet byggdes den om under ledning av arkitekten Giacomo Monaldi. Högaltarmålningen utgörs av Den heliga Familjen med de heliga Johannes Döparen och aposteln Johannes.

## Bilder
| - Fasadreliefen visar Jungfru Maria flankerad av de heliga Johannes Döparen och aposteln Johannes. - Kupolinteriören. - Kyrkans vestibul. |